# Abd al-Karim al-Irjani
Abd al-Karim al-Irjani, arab. عبد الكريم علي الإرياني (ur. 12 października 1934, zm. 8 listopada 2015 we Frankfurcie nad Menem) – jemeński polityk, premier Jemenu od 29 kwietnia 1998 do 31 marca 2001.

## Kariera polityczna
Piastował różne stanowiska rządowe w Jemeńskiej Republice Arabskiej, w latach 1974–1976 był ministrem ds. rozwoju, w latach 1976–1978 ministrem edukacji, w latach 1980–1983 premierem, a w latach 1984–1990 ministrem spraw zagranicznych.
29 kwietnia 1998 został wybrany premierem Jemenu, zastępując na tej funkcji Faradża Sa’ida ibn Ghanima i sprawował ten urząd do 31 marca 2001.